# La Route des Indes (film)
Pour les articles homonymes, voir La Route des Indes.
Pour plus de détails, voir Fiche technique et Distribution.
La Route des Indes (A Passage to India) est un film britanniquo-américain réalisé par David Lean et sorti en 1984. Il s'agit d'une adaptation du roman Route des Indes d'E. M. Forster publié en 1924.
Dernier film du réalisateur (David Lean décède en 1991), La Route des Indes reçoit des critiques positives et est un succès commercial. Il reçoit également de nombreuses distinctions dont 11 nominations lors de la 57e cérémonie des Oscars.

## Synopsis
Dans les années 1920, Adela Quested se rend en Inde pour la première fois en compagnie de sa future belle-mère, Mrs Moore. Son fiancé Ronny y travaille pour le Raj britannique comme magistrat de la ville de Chandrapore. Très vite, les deux femmes sont choquées par la discrimination raciale qui règne dans le pays. Curieuses de connaître la culture indienne, elles se lient d'amitié avec le doux et naïf docteur Aziz qui les emmène visiter les mystérieuses grottes de Marabar. Mais l'excursion prend des allures tragiques lorsque Adela, victime d'hallucinations, sort d'une des grottes en courant, morte de peur. Elle se blesse en dévalant une pente au milieu de cactus et trouve refuge dans une voiture conduite par une compatriote, Mrs Callendar. Soignée par le mari de celle-ci et encore confuse, elle accuse Aziz de tentative de viol. Ni Mrs Moore ni l'ami d'Aziz, Richard Fielding, principal du collège de Chandrapore et proche de la communauté indienne, ne croient en cette accusation qui met la ville au bord de l'émeute. Le procès a lieu alors que Mrs Moore, dépitée par l'attitude de ses pairs, meurt sur le bateau qui la ramène en Grande-Bretagne. Appelée comme témoin, Adela, forcée de revivre la chronologie des événements, comprend son erreur, retire ses accusations et rompt aussi ses fiançailles. Rejetée par la communauté britannique, elle est recueillie par Fielding qui craint que des émeutiers ne s'en prennent à elle. Celui-ci retrouve ensuite Aziz et lui demande de ne pas réclamer de dommages et intérêts, expliquant qu'Adela a déjà assez souffert de l'affaire. Cette demande choque Aziz qui se fâche avec son ami, l'accusant de le traiter comme le font tous les autres Britanniques de Chandrapore. Plus tard, Fielding retrouve Aziz à Srinagar, au pied de l'Himalaya, où le docteur a ouvert un hôpital. Aziz refuse dans un premier temps de le rencontrer car il le croit marié à Adela mais quand il apprend que son épouse est Stella, la fille de Mrs Moore, il décide de se réconcilier avec lui.

## Fiche technique
Sauf indication contraire, les informations mentionnées dans cette section peuvent être confirmées par la base de données cinématographiques IMDb,  présente dans la section « Liens externes ».
- Titre original : A Passage to India
- Titre français : La Route des Indes
- Réalisation : David Lean[4]
- Scénario : David Lean, d'après le roman Route des Indes d'E. M. Forster et son adaptation théâtrale, A Passage to India (en), par Santha Rama Rau
- Direction artistique : John Box, Herbert Westbrook
- Décors : Cliff Robinson, Leslie Tomkins, Herbert Westbrook, Ram Yedekar
- Costumes : Judy Moorcroft
- Photographie : Ernest Day
- Musique : Maurice Jarre
- Montage : David Lean
- Production : John Brabourne, Richard B. Goodwin

Production déléguée : John Heyman, Edward Sands
- Sociétés de production : EMI Films (en), HBO, Thorn EMI Screen Entertainment et New Gold Entertainment
- Sociétés de distribution : Columbia Pictures (Etats-Unis), Columbia-EMI-Warner (Royaume-Uni)
- Budget de production : 16 000 000 de dollars
- Pays d'origine :  Royaume-Uni,  États-Unis
- Langues originales : anglais, hindi
- Format : couleur (Technicolor) — 35 mm — 1,66:1 (Panavision) — son Stéréo Dolby
- Genre : drame, aventures, film épique
- Durée : 163 minutes
- Dates de sortie[5] : 
  - États-Unis : 14 décembre 1984
  - Royaume-Uni : 18 mars 1985
  - France : 24 avril 1985
- Affiche : Michel Landi (France)

## Distribution
- Judy Davis (VF : Françoise Pavy) : Adela Quested
- Victor Banerjee (VF : Jean-Pierre Bouvier) : le Dr Aziz H. Ahmed
- Peggy Ashcroft (VF : Paule Emanuele) : Mrs Moore
- James Fox (VF : Igor de Savitch) : Richard Fielding, principal du collège
- Alec Guinness (VF : Philippe Dumat) : le professeur Godbole
- Nigel Havers (VF : Lambert Wilson) : Ronny Heaslop
- Richard Wilson (VF : Roland Ménard) : Turton, administrateur de Chandrapore
- Roshan Seth (VF : Jean Roche) : Amritrao
- Art Malik (VF : Michel Papineschi) : Mahamoud Ali
- Saeed Jaffrey (VF : Mario Santini) : Hamidullah
- Michael Culver (VF : William Sabatier) : le commissaire McBryde
- Clive Swift (VF : Yves Barsacq) : le chirurgien-major Callendar
- Ann Firbank (VF : Maria Tamar) : Mrs Callendar
- Mohammed Ashiq (VF : Roger Lumont) : Haq, le chef de la police
- Z. H. Kan (VF : René Bériard) : le Dr Lal
- Sandra Hotz : Stella

## Production

### Genèse et développement
Ce film marque le retour de David Lean à la réalisation, quatorze ans après la sortie de La Fille de Ryan. Le metteur en scène avait à l'époque été très marqué par les critiques négatives. De plus, il avait tenté de monter divers projets de films, finalement développés par d'autres cinéastes : Gandhi (Richard Attenborough, 1982), Le Bounty (Roger Donaldson, 1984) ou encore Out of Africa (Sydney Pollack, 1985).
David Lean va alors adapter un roman découvert en 1960, Route des Indes d'Edward Morgan Forster. Il s'inspire également de son adaptation théâtrale, A Passage to India (en), par Santha Rama Rau. Pour peaufiner son script, David Lean passe six mois à New Delhi. Il finalise ensuite l'écriture à Zurich. Le cinéaste n'avait plus participé au scénario de l'un de ses films depuis Vacances à Venise (1955).

### Attribution des rôles
David Lean dirige ici l'acteur Alec Guinness pour la sixième et dernière fois. Leur collaboration avait débuté en 1946 avec Les Grandes Espérances. La relation entre les deux hommes se détériorera à l'occasion de ce film car de nombreuses scènes avec l'acteur seront coupées au montage, ce qu'il ressentira comme un affront,.
Pour le rôle de Richard Fielding, David Lean voulait initialement Peter O'Toole, qu'il avait dirigé dans Lawrence d'Arabie (1962). Alors que Trevor Howard sera un temps envisagé, le rôle reviendra finalement à James Fox.
David Lean souhaitait Celia Johnson pour le rôle de Mrs. Moore. L'actrice britannique refusera la proposition et décèdera peu de temps après, avant même la sortie du film. C'est donc Peggy Ashcroft qui l'incarne. Nigel Hawthorne devait quant à lui interpréter Turton. Malade, il sera finalement remplacé par Richard Wilson.
L'acteur indien Victor Banerjee est choisi sur les conseils du metteur en scène indien bengali Satyajit Ray, qui voulait adapter lui aussi le roman au cinéma. D'abord hésitant, David Lean lui offre donc le rôle du Dr Aziz Ahmed.
Sandra Hotz, qui interprète le rôle de Stella, était l'épouse de David Lean au moment du tournage.

### Tournage
Le tournage a lieu de novembre 1983 à juin 1984. Il se déroule en Inde, notamment à Bangalore, Srinagar, Ramanagara, Udhagamandalam. Il se déroule également en studio en Angleterre : dans les Pinewood Studios et les studios de Shepperton.
Friand du format 70 mm, David Lean est contraint pour des raisons budgétaires de tourner en 1.85:1, un format moins onéreux et plus adapté à la diffusion à la télévision.
Judy Davis aura plusieurs altercations avec David Lean, l'actrice reproche parfois au réalisateur d'avoir perdu l'habitude de tourner un film (il n'avait plus tourné depuis 14 ans). Le metteur en scène se brouille également avec plusieurs membres de l'équipe technique. L'actrice Peggy Ashcroft reproche quant à elle les libertés prises par David Lean avec le roman original.

## Musique

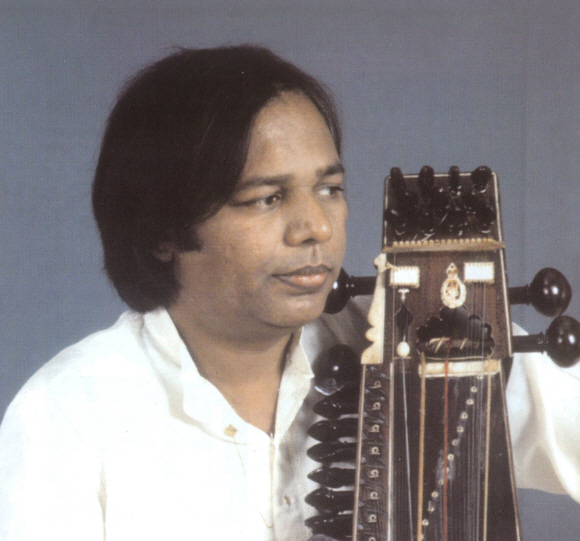
Ram Narayan en 1974

La musique du film est composée par Maurice Jarre et interprétée par l'Orchestre philharmonique royal. Pour la troisième fois de sa carrière, le compositeur sera récompensé par l'Oscar de la meilleure musique de film, après Lawrence d'Arabie (1962) et Le Docteur Jivago (1965) du même David Lean. Ils avaient également collaboré pour le film La Fille de Ryan (1970).
Plusieurs musiciens indiens participent à la musique, comme le joueur de sarangi Ram Narayan.
Quartet Records réédite la bande originale en décembre 2013, avec huit titres bonus.
Liste des titres
1. A Passage To India
2. The Marabar Caves
3. Bombay March
4. The Temple
5. Frangipani
6. Chandrapore
7. Adela
8. Expectations
9. Bicycle Ride
10. Climbing To The Caves
11. Kashmir
12. Back To England

## Accueil

### Critique
Le film reçoit des critiques globalement positives. Sur l'agrégateur américain Rotten Tomatoes, il récolte 76% d'opinions favorables pour 25 critiques et une note moyenne de 7,21⁄10. Sur Metacritic, il obtient une note moyenne de 78⁄100 pour 14 critiques.
Dans une critique-analyse du film sur le site DVD Classik, on peut notamment lire « Pour sa dernière œuvre, David Lean a livré un film d'une richesse incroyable [...]. Ses lignes de forces multiples, intimes, historiques, politiques ou spirituelles sont savamment entremêlées pour un résultat d'une fluidité formidable, passionnant dès la première vision et révélant avec le temps sa complexité pour le plus grand bonheur du spectateur. Maître de tous les aspects de son film, Lean signe une œuvre somme et définitive, au casting, à l'écriture, à l'interprétation et à l'esthétique impeccables. La Route des Indes s'impose incontestablement comme l'une des œuvres indispensables d'une filmographie imposante. » Dans une critique parue sur le site du Point en 2020, on peut notamment lire « Lean ne cède jamais à l'exotisme bon marché. Sa compréhension de l'Inde et de sa philosophie est plus riche qu'une simple carte postale. Avec la concision de son style, il a saisi l'âme profonde du sous-continent indien. Et se révèle parfaitement maître de son art. »
Le film fait partie de l'ouvrage 1001 films à voir avant de mourir.

### Box-office
Le film rapporte 27 187 653 $ de recettes. En France, La Route des Indes attire 984 724 spectateurs.

## Distinctions principales
Source : Internet Movie Database

### Récompenses
- Oscars 1985 :
  - meilleure actrice dans un second rôle : Peggy Ashcroft
  - meilleure musique de film : Maurice Jarre
- Golden Globes 1985
  - meilleur film en langue étrangère
  - meilleure actrice dans un second rôle : Peggy Ashcroft
  - meilleure musique de film : Maurice Jarre
- BAFTA 1986 : meilleure actrice : Peggy Ashcroft

### Nominations
- Oscars 1985 :
  - meilleur film
  - meilleure actrice : Judy Davis
  - meilleur réalisateur : David Lean
  - meilleur scénario adapté : David Lean
  - meilleure photographie : Ernest Day
  - meilleurs décors : John Box, Hugh Scaife
  - meilleure création de costumes : Judy Moorcroft
  - meilleur mixage de son : Graham V. Hartstone, Nicolas Le Messurier, Michael A. Carter, John W. Mitchell
  - meilleur montage : David Lean
- Golden Globes 1985
  - meilleur réalisateur : David Lean
  - meilleur scénario : David Lean
- BAFTA 1986 :
  - meilleur film
  - meilleur acteur : Victor Banerjee
  - meilleur acteur dans un second rôle : James Fox
  - meilleur scénario adapté : David Lean
  - meilleure photographie : Ernest Day
  - meilleurs costumes : Judy Moorcroft
  - meilleurs décors : John Box
  - meilleure musique de film : Maurice Jarre

## Analyse
David Lean met ici en scène le choc des cultures et étudie les rapports entre l'Orient et l'Occident. Le cinéaste dresse surtout un procès du colonialisme et du racisme de ses compatriotes britanniques. Il fustige les préjugés envers les « indigènes » et les airs supérieurs des Britanniques. Très opposé à l'impérialisme, David Lean illustre la révolte du peuple indien et le début de son émancipation.